# Luigi Montella
Luigi Montella (* 22. Dezember 1998 in Neapel) ist ein italienischer Motorradrennfahrer. Er ist nicht verwandt oder verschwägert mit Moto2-Pilot Yari Montella.

## Statistik in der Supersport-Weltmeisterschaft
(Stand: 3. Oktober 2021)
| Saison | Team               | Motorrad      | Rennen | Siege | Zweiter | Dritter | Poles | Schn. Runden | Punkte | Ergebnis |
| ------ | ------------------ | ------------- | ------ | ----- | ------- | ------- | ----- | ------------ | ------ | -------- |
| 2020   | Chiodo Moto Racing | Yamaha YZF-R6 | 10     | –     | –       | –       | –     | –            | 1      | 29.      |
| 2021   | Chiodo Moto Racing | Yamaha YZF-R6 | 19     | –     | –       | –       | –     | –            | 0      | –        |
| Gesamt | Gesamt             | Gesamt        | 29     | 0     | 0       | 0       | 0     | 0            | 1      |          |